# 포르투스
포르투스(Portus)는 고대 로마의 대형 인조 항구이다. 티레니아해의 해안가에 위치한, 테베레강의 북쪽 하구의 북쪽 기슭에 있는 포르투스는 클라우디우스가 건설하였고 인접한 항구인 오스티아를 보완하기 위해 트라야누스가 확대하였다.
포르투스의 항구 유적지는 라치오주 (옛 라티움)의 로마 바로 남쪽에 있는 피우미치노라는 코무네 내에 있는 오늘날 이탈리아 마을인 ‘포르토’ 인근에 위치해 있다.

## 고대 포르투스

### 클라우디우스 시기

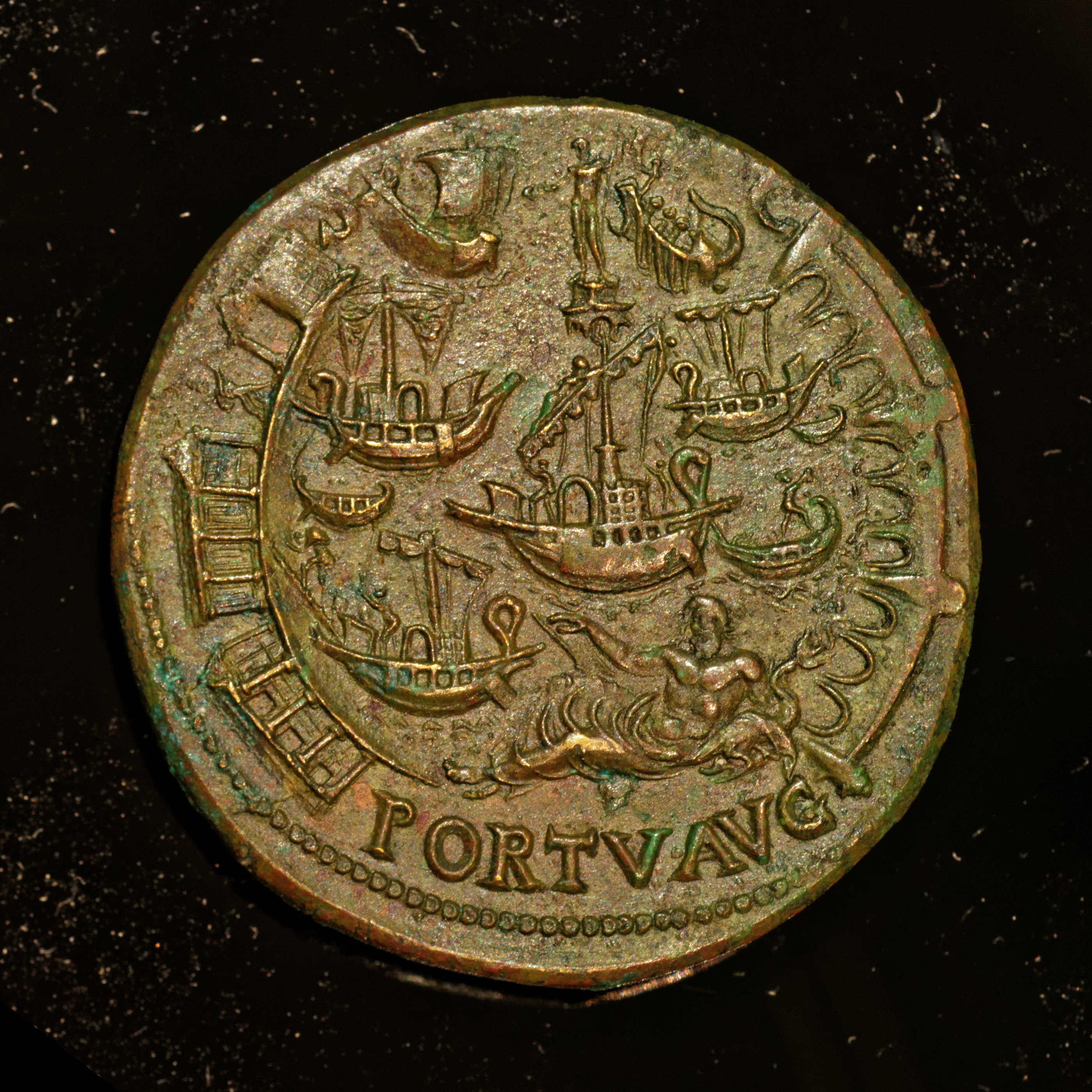
클라우디우스 항구 내에 배들이 있는 64년경의 네로의 세스테르티우스. 위쪽 부분은 등대이고, 아래쪽은 테베레강에 있는 돌고래를 나타낸다

로마의 본래 항구는 오스티아였다. 클라우디우스는 오스티아에서 북쪽으로 4 km (2 1⁄2 mi) 거리에 있는 포르투스 지역에 바다 쪽으로 돌출된 곡이 진 기다란 방파제 두 개와, 이 방파재들 사이 중심 공간에 등대를 갖추고 있는 인공섬 등을 포함한 69헥타르 넓이의 최초 항구를 건설하였다. 이 당시 등대의 기초는 칼리굴라 치세 기간 건설된 바티칸 키르쿠스의 스피나를 장식하기 위하여 이집트의 오벨리스크를 수송하는 데 사용된, 거대한 오벨리스크선 중의 하나를 채우며 만들어졌다. 이로 인해 항구는 북서쪽으로 바다와 바로 트였고 남동쪽의 수로를 통해서도 테베레강과 연결되었다.
이 시설의 목적은 노출되는 테베레강 하류에서부터 잦은 남서풍을 막는 데 있었다. 서기 46년에 클라우디우스가 세운 비문에서, 그가 범람의 위험에서 로마를 자유롭게 했다고 주장하고는 있지만, 그의 실제 업적은 부분적인 성공에 불과했다. 서기 62년에 타키투스는 사나운 폭풍이 불어닥칠 때 항구 안에서 수많은 곡물선들이 가라앉았다고 언급했다. 네로는 항구에 ‘포르투스 아우구스티’라는 이름을 부여하였다.
24km 길이의, 로마에서 포르투스까지 새롭게 직행하는 도로인 ‘포르투엔시스 가도’를 건설한 것은 클라우디우스일 것으로 보인다. 포르투엔시스 가도는 구릉지대를 너머 멀리는 오늘날의 폰테 갈레리아까지 뻗어 있으며, 그 뒤에 평야를 가로질러 곧장 뻗어 있다. 옛 도로인 ‘캄파나 가도’는 구릉 지대의 기슭을 따라 펼쳐져 있었으며, 테베레강 오른쪽 기슭을 거쳐, 6마일 지점에 있는 아르발레스 형제단의 숲을 지나 도로의 이름이 유래한 염습지인 ‘캄푸스 살리나룸 로마나룸’(Campus salinarum Romanarum)으로 이어졌다.

### 트라야누스 시기

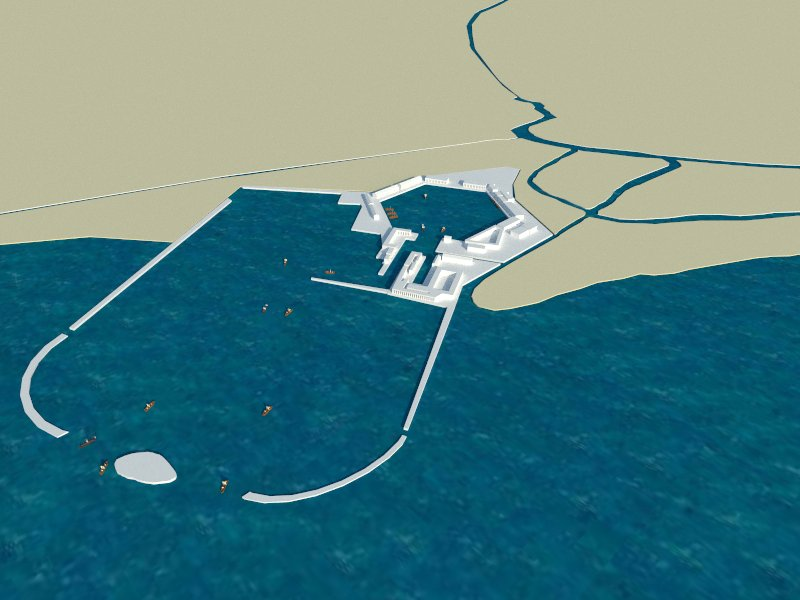
클라우디우스의 최초의 항구와 트라야누스 치세 육각형 내포(內浦)의 확장.

서기 103년에 트라야누스는 39 헥타르 크기의 범위에, 운하를 통해서 클라우디우스 항구, 테베레강, 바다와 직접적으로 이어지며, 마지막으로 테베레강의 항해할 수 있는 어귀를 형성했던 6각형 모양의 내륙항을 건설하였다 (운수 목적으로 교황 그레고리오 13세가, 그리고 다시 교황 바오로 5세가 재개함). 새로운 운하는 ‘포사 트라야나’(Fossa trajana)라는 이름이 있지만, 운하의 기원 자체는 분명하게 클라우디우스한테서 비롯했다. 6각형 내륙항을 구성하는 내포는 현재까지 남아있으며, 지금은 갈대가 많은 석호이다. 내륙항은 거대한 창고들로 둘러쌓여 있었으며, 창고의 흔적들을 여전히도 볼 수 있는데 설치된 뛰어난 벽돌이 주목할만하다.
"포르투스는 500년 이상 고대 로마의 주요 항구였고 유리제품, 도자기, 대리석, 노예 등에서 아프리카에서 잡히어 콜로세움의 쇼를 목적으로 로마로 보내진 야생동물에 이르기까지 모든 상품들을 위한 수로를 제공했다."
2010년에, ‘로마인들이 지은 가장 큰 운하 중 하나’가 카르타고 혹은 알렉산드리아만큼이나 중요했던 중요했던 곳으로 점차 보이는 고대 항구인 포르투스에 지어진 것으로 밝혀졌다. 이 운하는 포르투스와 오스티아를 연결했고 ‘포세 트라야냐’와 연결되어 있고 남쪽을 가리키는 지도에서 볼 수 있었다. 서기 2세기 말부터 5세기와 6세기까지 대략 400년간, 이 90 미터 너비의 운하는 제국의 전역에서 로마로 상품들을 운송하는 데 사용되었다.

### 오스티아에 미친 영향
이 시설물들덕에 포르투스는 로마의 항구 운행에 대한 주요한 몫을 점유했었으며, 비록 오스티아의 중요성이 떨어지지는 않았지만 얼마 지나지 않아서 콘스탄티누스 시대에는 포르투스가 오스티아에 이어 이미 주교구였고, 고트 전쟁 시기에 이르러서는 유일한 항구였다.
포르투스가 버려진 것은 중세시대에 테베레강의 오른쪽 어귀의 부분적 침적에서 시작되었으며, 이를 통해서 얼마 운송량이 없었던 오스티아를 회복시켰다. 항구의 서쪽은 '성 루피나' 대성당' (10세기의 건물이지만, 종탑 부분을 제외하고는 현대화되었다)과 중세 때 요새화되었고 다수의 고대 문서들을 담고 있는 주교궁이 있다. 바로 반대편 섬(이솔라 사크라)에는 로마 건물의 터에 지어지고 고풍스러운 중세의 종탑 (13세기?)이 있는 산 이폴리토 교회와 더불어 이솔라 사크라 네크로폴리스가 있다. 서쪽으로 3.2 km (2 mi)에는 테베레강 오른쪽 어귀 하구에 있는 피우미치노가 있으며, 피우미치노는 로마에서 기차를 타고 서-남서쪽으로 34 km (21 mi)에 있다. 북쪽으로 5km 거리에 양수장이 있으며, 양수장과 마카레세 사이에 저지대는 개척이 된 상태이다 (Bonifica di Maccaresse).

### 현재 잔해
포르투스는 여전히 피우미치노 동쪽의 저지대에서 꽤 분명하게 자취를 찾아 볼 수 있으며, 포르투스의 등대는 주화, 모자이크, 그리고 토를로니아 항구의 부조 같이 박육조 등에 나타나 있다. 포르투스는 전면에 방파책이 있는 두 개의 방파재로 보호되었다가 보통 추측되며, 방파재 위로 입구가 양측에 달린 등대가 있었다. 1907년에 이뤄진 시굴갱 조사에서 우측 방파재가 낮은 모래 언덕인 것으로 밝혀졌고 반면에 중앙의 방파책은 대략 170m 길이이며, 폭 대략 135m의 물길 때문에 두 개의 방파재의 각각 한 쪽에서부터 떨어져 있었을 것이다. 왼쪽 입구의 위치가 불확실하기는 했지만 실제로 두 개 입구 자체에 대해선 주화 및 문헌 증거와 일치했으며, 시간이 흘러 폐지되었을 것이다. 왼쪽 방파재의 전체 범위는 아직까지 파악되지는 않았지만, 남서쪽만이 아니라 항구의 북서쪽 상당 부분을 보호했던 것으로 보인다.
많은 다른 건물들의 유적지들도 존재하며, 피로 리고로와 안토니오 라바코 등이 포르투스의 평면도를 제작해냈던 16세기에 매우 쉽게 찾아볼 수 있었다. 발굴이 1868년에 행해졌지만, 불행히도 예술품과 유물을 되찾는다는 생각으로 행해졌다. 로돌포 란차니가 만들어낸 평면도 및 상세묘사가 좋지 않은 상황에서 이뤄졌다.

## 중세 및 현대 도시
고대 포르투스와 중세의 포르토의 분리는 서기 4세기에 콘스탄티누스 대제가 벽을 지으면서 시작되었다.
테베레강의 바로 맞은편에 있는 오스티아는 반달족과 사라센들이 침입한 이후로 점점 더 인구가 줄어들었다. 포르토는 서기 6세기까지 티레니아해의 주요 항구였다. 시간이 흘러 쇠퇴하기는 했지만, 서기 313년부터 오스티아에서 분리된 주교구 지위를 유지할 정도의 일부 중요도를 유지하기는 했다. 오스티아와 포르토 두 곳 모두 현재에도 존재하는 일곱 근교 교구들 중에 한 곳으로 선정되었으며, 추기경들과 주교 추기경들 같은 로마 가톨릭교회의 고위 성직자들을 위해 배정되었는데, 그 밖에 중요도가 낮은 로마 교외 지역들의 고위성직자들도 모든 대주교들 심지어는 총대주교들조다도 높았다.
포르토의 유적은 현재 행정상으로 피우미치노 지역에 속해있다.
오스티아 안티카 고고학 공원의 일부로서 포르토의 유적지는 매주 토요일과 매달 첫 번째 그리고 세 번째 일요일에 9.30부터 13.30까지 공개되어 있다.

## 같이 보기
- 칼리굴라의 거대선
- 피우미치노
- 로마의 역사
- 이솔라 사르카
- 로마 해군

## 추가 참조 서적
- Keay, S. J. (2006). 《Portus: An Archaeological Survey of the Port of Imperial Rome》. British School at Rome.
- Mannucci, V. (1992). 《Il parco archeologico naturalistico del Porto di Traiano》. Rome. ISBN 978-88-7448-645-8.